# Jean-Emmanuel Effa Owona
Jean-Emmanuel Effa Owona (Ikbongo, 26 dicembre 1983) è un ex calciatore camerunese, di ruolo attaccante.

## Carriera
Il calciatore camerunese è arrivato in Europa nel 2002-03, quando ha esordito nella Süper Lig (massima serie del campionato turco. Ha vestito la maglia dell'Altay Izmir, che lo ha schierato in venti occasioni. Le sue cinque reti non sono bastate ad evitare la retrocessione. Nel 2003-04 l'Elazığspor gli dà fiducia: ancora una volta, tuttavia, non è riuscito ad evitare la retrocessione della sua squadra, malgrado i cinque gol in 21 gare.
Tra il 2004 e il 2006, riesce a rimanere nella massima serie con Ankaragücü e Malatyaspor, ma gioca poco ed ottiene l'ennesima retrocessione con i secondi. Così decide di lasciare la Turchia per passare in Francia, dove è ancora riserva in Ligue 2 al Châteauroux e al Créteil-Lusitanos. Esordisce in Ligue 1 con il Metz, disputando 5 partite nel 2007-08. Dopo la scadenza del contratto, si è trasferito all'Al-Sailiya.